# Fabuleuses Aventures à Oz
Pour plus de détails, voir Fiche technique et Distribution.
Fabuleuses Aventures à Oz (titre original : russe : Урфин Джюс и его деревянные солдаты) est un film russe d'aventures pour enfants. Réalisé par Fiodor Dmitriev (ru), Darina Schmidt et Vladimir Toroptchine (ru), il s'agit d'un film d'animation en images de synthèse adapté du roman Urfin Jus et ses Soldats de bois (Урфин Джюс и его деревянные солдаты) d'Alexandre Melentievitch Volkov, lui-même inspiré par l'univers du Magicien d'Oz de Lyman Frank Baum.

## Synopsis
Le charpentier Urfin Jus, envieux et assoiffé de pouvoir, voulait devenir le seigneur du Pays Enchanté d'Oz. Il ranime les soldats-têtes de bois avec de la poudre magique et part avec eux à la conquête de la Cité d'Émeraude pour la rebaptiser Urfinville. Il s'apprête à fêter sa victoire, mais une jeune fille nommée Ellie se retrouve au Pays Enchanté. Elle veut rentrer chez elle, mais elle doit d'abord aider ses amis l'Épouvantail, le Bûcheron en fer blanc et le Lion peureux à vaincre Urfin et son armée.

## Fiche technique
- Titre français : Fabuleuses Aventures à Oz[2],[3]
- Titre original russe : Урфин Джюс и его деревянные солдаты, Ourfine Djious i ego dereviannye soldaty[4]
- Réalisation : Fiodor Dmitriev (ru), Darina Schmidt, Vladimir Toroptchine (ru)
- Scénario : Alexandre Boïarski (ru), Slava Se (ru), d'après l'ouvrage de Alexandre Melentievitch Volkov
- Photographie : Viktor Lochilov
- Montage : Sergueï Glezine
- Musique : Mikhaïl Tchertichtchev
- Décors : Anatoli Sokolov
- Production : Alexandre Boïarski, Sergueï Selianov, Anton Zlatopolski
- Société de production : Melnitsa, CTB
- Pays de production :  Russie
- Langue originale : russe
- Format : couleurs
- Genre : Film d'aventures pour enfants (animation par ordinateur)
- Durée : 75 minutes
- Dates de sortie : 
  - Russie : 20 avril 2017
  - France : 4 septembre 2018 (DVD)

## Distribution

### Voix originales
- Constantin Khabenski : Urfin Jus
- Iekaterina Gorokhovskaïa (ru) : Ellie Smith / Milena
- Sergueï Chnourov : géneral Lan Pirot
- Dmitri Dioujev : l'ours Topotoun
- Alexandre Boïarski (ru) : l'ogre